# 14596 Bergstralh
14596 Bergstralh eller 1998 SC55 är en asteroid i huvudbältet som upptäcktes den 16 september 1998 av LONEOS vid Anderson Mesa Station. Den är uppkallad efter astronomen Jay T. Bergstralh.